# Oğuz Savaş
Oğuz Savaş (Balıkesir, 13 luglio 1987) è un cestista turco.

## Carriera da professionista
Oğuz Savaş ha fatto il suo debutto professionale nel Ülkerspor quando aveva 19 anni. 
Quando l'Ülkerspor si fuse con il Fenerbahçe, Savaş divenne anche parte della nuova squadra.
Il 26 marzo 2015 ha segnato 7 punti contro il Club Baloncesto Málaga, e ha raggiunto 1000 punti in carriera Eurolega.
Nell'estate del 2015 ha firmato con la Darüşşafaka Spor Kulübü.

## Nazionale turca
Savaş è un giocatore regolare della nazionale turca, e ha vinto la medaglia d'argento nel Campionato mondiale maschile di pallacanestro 2010.

## Vita privata
È sposato dal 2010 con Melike Demirkaya.

## Statistiche

### Eurolega
| Anno      | Squadra     | PG  | PT | MP   | TC%  | 3P%  | TL%  | RP  | AP  | PRP | SP  | PP  |
| --------- | ----------- | --- | -- | ---- | ---- | ---- | ---- | --- | --- | --- | --- | --- |
| 2004-2005 | Alpella     | 2   | 0  | 5,4  | 100  | -    | 50,0 | 0,5 | 0,5 | 0,0 | 0,0 | 2,0 |
| 2005-2006 | Alpella     | 18  | 6  | 14,2 | 53,8 | -    | 63,9 | 2,5 | 0,4 | 0,4 | 0,3 | 4,4 |
| 2006-2007 | Fenerbahçe  | 14  | 4  | 13,1 | 48,8 | -    | 80,0 | 2,3 | 0,3 | 0,4 | 0,2 | 3,7 |
| 2007-2008 | Fenerbahçe  | 19  | 8  | 17,2 | 46,2 | 31,2 | 62,8 | 3,6 | 0,9 | 0,8 | 0,2 | 6,7 |
| 2008-2009 | Fenerbahçe  | 16  | 3  | 20,0 | 53,5 | 29,4 | 88,2 | 3,5 | 1,2 | 0,6 | 0,4 | 9,9 |
| 2009-2010 | Fenerbahçe  | 10  | 6  | 19,4 | 60,0 | 20,0 | 73,3 | 4,0 | 1,1 | 0,1 | 0,4 | 7,2 |
| 2010-2011 | Fenerbahçe  | 16  | 2  | 17,7 | 53,3 | 50,0 | 83,9 | 3,8 | 1,1 | 0,6 | 0,3 | 8,1 |
| 2011-2012 | Fenerbahçe  | 16  | 1  | 17,3 | 60,5 | -    | 89,3 | 3,4 | 0,9 | 0,3 | 0,2 | 7,7 |
| 2012-2013 | Fenerbahçe  | 23  | 11 | 13,6 | 55,4 | 0,0  | 69,0 | 2,3 | 0,4 | 0,3 | 0,3 | 5,3 |
| 2013-2014 | Fenerbahçe  | 3   | 1  | 13,2 | 61,5 | -    | 85,7 | 4,0 | 0,3 | 0,3 | 0,0 | 7,3 |
| 2014-2015 | Fenerbahçe  | 27  | 16 | 10,9 | 60,4 | -    | 80,0 | 2,2 | 0,8 | 0,3 | 0,5 | 5,0 |
| 2015-2016 | Darüşşafaka | 3   | 2  | 6,2  | 66,7 | -    | 100  | 1,3 | 0,0 | 0,3 | 0,0 | 4,0 |
| 2016-2017 | Darüşşafaka | 8   | 0  | 6,4  | 60,0 | -    | 100  | 1,5 | 0,5 | 0,0 | 0,1 | 2,4 |
| 2018-2019 | Darüşşafaka | 27  | 9  | 13,5 | 47,9 | -    | 69,4 | 2,6 | 0,8 | 0,3 | 0,3 | 5,2 |
| Carriera  | Carriera    | 202 | 69 | 14,5 | 54,0 | 27,9 | 76,6 | 2,8 | 0,7 | 0,4 | 0,3 | 5,9 |

## Palmarès

### Squadra
- Campionato turco: 6

Ülkerspor: 2005-06
Fenerbahçe Ülker: 2006-07, 2007-08, 2009-10, 2010-11, 2013-14
- Coppa di Turchia: 4

Ülkerspor: 2004-05
Fenerbahçe Ülker: 2009-10, 2010-11, 2012-13
- Coppa del Presidente: 1

Fenerbahçe Ülker: 2013
- FIBA Europe Cup: 1

Bahçeşehir: 2021-22

### Individuale
- MVP Finali Campionato Turco:1

Fenerbahçe Ülker: 2010-11